# Canon antichar de 25 mm SA-L modèle 1937
Le canon antichar de 25 mm SA-L modèle 1937 est un canon antichar français développé en mars 1936 par l'Atelier de construction de Puteaux. Il a été utilisé par l'armée française, et dans une moindre mesure par l'armée roumaine pendant la Seconde Guerre mondiale. Malgré son faible calibre, il était capable de venir à bout de n'importe quel char allemand en service en 1940.

## Développement
En 1926 fut lancé un programme de canon antichar de faible calibre. Hotchkiss et APX (Atelier de Puteaux) répondirent à l'appel, et proposèrent chacun leur version. Ce fut le modèle du constructeur Hotchkiss, le canon léger de 25 antichar SA-L modèle 1934, qui eu été choisi après réflexion en 1934. Après une autre tentative infructueuse en 1933, l'opportunité se présenta à nouveau pour l'APX. En effet, l'état-major avait demandé dans son cahier des charges un canon plus léger, donc plus maniable que le SAL 34, qui pesait 480 kg et était donc difficile à manœuvrer. Le projet de 1933 a été modifié, puis développé et proposé en mars 1936, avant d'être accepté en 1938.
Au début de la guerre, l'armée était dotée de 300 unités, à partir de mai 1940, l'effectif passa à plus de 1 000 unités.

## Caractéristiques
Les performances de pénétration du SAL 34 et du SAL 37 sont semblables.
- Calibre : 25 mm
- Masse du projectile : 0,32 kg
- Portée pratique : 1 500 m[1]
- Portée maximale : 1 800 m
- Masse au combat : 310 kg[2]
- Longueur du canon : 1,925 m
- Longueur totale : 3,46 m
- Hauteur : 1,03 m[1]
- Vitesse initiale : 918 m/s[3]
- Pénétration de blindage : 40 mm à 400 m
- Cadence de tir : 20 coups par minute[1]
- Angle de débattement latéral : 37°[2]
- Dépression et hausse : -10° à +26°